# 索菲·卡羅琳 (不倫瑞克-沃爾芬比特爾)
索菲·卡羅琳（德語：Sophie Caroline，1737年10月7日—1817年12月22日），布蘭登堡-拜律特藩侯夫人，沃爾芬比特爾親王卡爾一世的女兒。

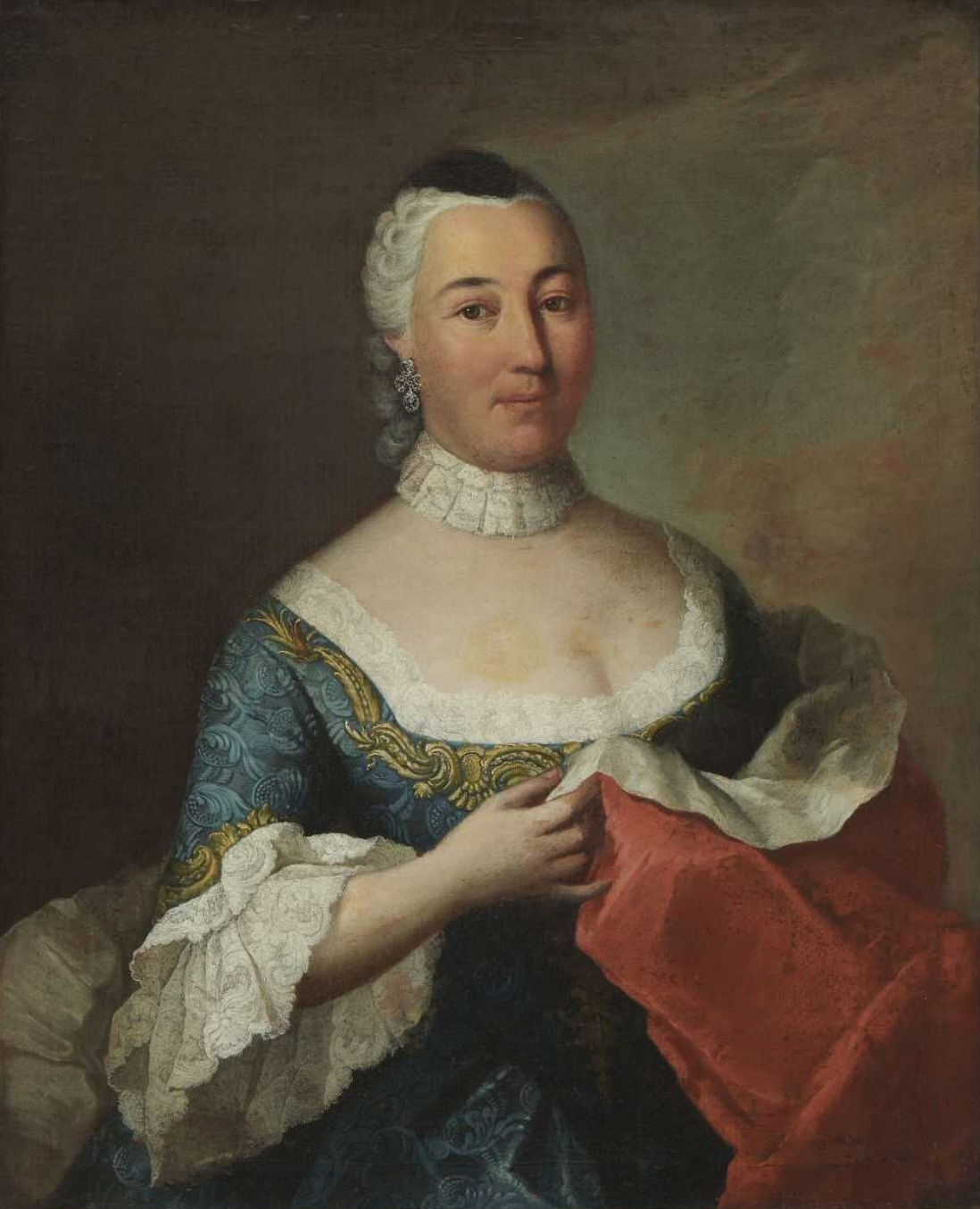
索菲·卡羅琳

1759年，索菲·卡羅琳與拜律特藩侯腓特烈三世結婚，兩人沒有子女。